# World Series 1958
Le World Series 1958 sono state la 55ª edizione della serie di finale della Major League Baseball al meglio delle sette partite tra i campioni della National League (NL) 1958, i Milwaukee Braves, e quelli della American League (AL), i New York Yankees. A vincere il loro diciottesimo titolo furono gli Yankees per quattro gare a tre.
Con questa vittoria, gli Yankees diventarono la seconda squadra nella storia della Major League Baseball a rimontare uno svantaggio di 3–1 e a vincere delle World Series al meglio delle sette gare; i primi erano stati i Pittsburgh Pirates nel 1925. Le squadre sarebbero tornate ad affrontarsi in finale 38 anni, quando i Braves si erano ormai trasferiti da Atlanta. Al 2017, queste sono state le ultime World Series a vedere la presenza delle due squadre vincitrici nei due anni precedenti.

## Sommario
New York ha vinto la serie, 4-3.
| Gara | Data       | Risultato                                              | Stadio         | Tempo | Pubblico |
| ---- | ---------- | ------------------------------------------------------ | -------------- | ----- | -------- |
| 1    | 1º ottobre | New York Yankees – 3, Milwaukee Braves – 4 (10 inning) | County Stadium | 3:09  | 46.367   |
| 2    | 2 ottobre  | New York Yankees – 5, Milwaukee Braves – 13            | County Stadium | 2:43  | 46.367   |
| 3    | 4 ottobre  | Milwaukee Braves – 0, New York Yankees – 4             | Yankee Stadium | 2:42  | 71.599   |
| 4    | 5 ottobre  | Milwaukee Braves – 3, New York Yankees – 0             | Yankee Stadium | 2:17  | 71.563   |
| 5    | 6 ottobre  | Milwaukee Braves – 0, New York Yankees – 7             | Yankee Stadium | 2:19  | 65.279   |
| 6    | 8 ottobre  | New York Yankees – 4, Milwaukee Braves – 3 (10 inning) | County Stadium | 3:07  | 46.367   |
| 7    | 9 ottobre  | New York Yankees – 6, Milwaukee Braves – 2             | County Stadium | 2:31  | 46.367   |

## Hall of Famer coinvolti
- Umpires: Al Barlick
- Yankees: Casey Stengel (mgr.), Yogi Berra, Whitey Ford, Mickey Mantle, Enos Slaughter
- Braves: Hank Aaron, Red Schoendienst, Eddie Mathews, Warren Spahn